# 정정훈 (정치인)
정정훈(鄭貞薰, 1934년 11월 15일 ~  )은 대한민국의 정치인이다.

## 학력
- 덕수상업고등학교 졸업
- 연세대학교 정법대학 법학과 학사
- 연세대학교 행정대학원 행정학 석사 수료
- 고려대학교 경영대학원 경영학 석사 수료

### 비학위 수료
- 미국 하와이 주립 대학교 행정대학원 행정정책과정 책임연구원 코스 1년 수료

## 경력
- 국회 올림픽 특별위원회 간사
- 민추협 상임 운영위원(노동문제 특별위원)
- 민주당 당무위원, 대통령후보 특별보좌역, 인천광역시지부 위원장
- 민자당 평화통일위원회 위원장, 인천광역시지부 위원장
- 한나라당 전당대회 부의장, 정책위원회 부위원장
- 대한민국헌정회 인천광역시 지회장
- 대우그룹 대우자동차 22년 근무(사원,부장,고문)
- 대한배드민턴 협회 회장
- 연세대학교 총동문회 인천지회 회장(15회)
- 인천광역시 공장새마을 지도자협의회 회장
- (현)대한올림픽 위원회 상임위원

## 역대 선거 결과
|  | 23.97% |

|  | 22.19% |

|  | 35.06% |

|  | 24.64% |

|  | 13.36% |

|  | 29.99% |